# El Palenque, Chiapas
El Palenque är en ort i Mexiko.   Den ligger i kommunen Montecristo de Guerrero och delstaten Chiapas, i den sydöstra delen av landet, 800 km sydost om huvudstaden Mexico City. El Palenque ligger 1 564 meter över havet och antalet invånare är 243.
Terrängen runt El Palenque är kuperad åt nordost, men åt sydväst är den bergig. Runt El Palenque är det ganska glesbefolkat, med 27 invånare per kvadratkilometer. Närmaste större samhälle är Capitán Luis A. Vidal, 3,9 km sydost om El Palenque. I omgivningarna runt El Palenque växer i huvudsak städsegrön lövskog.